# Eisensteinideal
Inom matematiken är en Eisensteinideal en ideal i endomorfiringen av Jacobivarieteten av en modulär kurva, som består ungefärligt sagt av de element av Heckealgebran som annihilerar the Eisensteinserien. Den introducerades av Barry Mazur (1977) i samband med studier av rationella punkterna av modulära kurvor. 
Låt N vara ett primtal och definiera
J0(N) = J
som Jacobivarieteten av den modulära kurvan 
X0(N) = X.
Det finns endomorfier Tl av J för varje primtal l som inte delar N. Dessa kommer från Heckeoperatorn, först betraktad som en algebraisk korrespondens över X, och därifrån med verkan på delarklasserna, vilket ger verkan på J. Det finns även en Frickeinvolution w (och Atkin–Lehnerinvolutioner om N är sammansatt). Eisensteinidealet, i delringen av End(J) generad som en ring av elementen Tl, är genererad av elementen
Tl − l - 1
för alla l som inte delar N och av
w + 1.